# Бобочика
Бобочика (рум. Bobocica) — село в Кантемірському районі Молдови. Входить до складу комуни з адміністративним центром у селі Енікьой. Населення — 334 особи (2004).